# Asparagus declinatus
Asparagus declinatus — вид рослин із родини холодкових (Asparagaceae).

## Біоморфологічна характеристика
Кореневищна й бульбова багаторічна трав'яниста рослина до 1 м заввишки. Квітки біло-зелені

## Середовище проживання
Ареал: Капські провінції, Мадагаскар, Намібія; інтродукований до Мексики й Австралії.
Населяє пісок над вапняком.